# Risorse genetiche
La Convenzione sulla diversità biologica definisce le risorse genetiche come "materiale genetico con un valore reale o potenziale". Per risorsa genetica si intende quindi uno o un numero di geni che trasmettono alcune caratteristiche, o codifichino per una proteina, che abbia un interesse economico. Questi geni sono contenuti all'interno di organismi, siano essi piante, animali, batteri, funghi etc., e questi organismi vivono in uno o più paesi o in acque internazionali.

## Generalità
Un esempio dell'interesse ad un utilizzo intelligente di tali risorse può provenire dai molti medicinali che vengono estratti dalle piante. Spesso capita che i paesi che possiedono tali piante (spesso paesi tropicali) non abbiano le tecnologie per studiarne la biochimica, estrarre le molecole utili e produrre in serie medicinali da distribuire nel mercato internazionale. La tendenza generale è quella di garantire che il paese che possiede una risorsa genetica, possa sfruttarne i benefici.
Un altro esempio è quello delle risorse genetiche legate al cibo, ai mangimi e all'agricoltura. La sicurezza alimentare di molti paesi è assicurata anche dallo scambio di sementi, bestiame, avannotti per l'acquacoltura. In questo caso, lo scambio di risorse genetiche deve essere considerato in maniera differente vista la valenza rispetto alla sicurezza alimentare.
Molti paesi sono particolarmente interessati a proteggere le proprie risorse genetiche. Esistono accordi internazionali, come il recente Protocollo di Nagoya sull'accesso alle risorse genetiche e all'equa ripartizione dei benefici derivanti o anche il Trattato internazionale sulle risorse fitogenetiche per l'alimentazione e l'agricoltura, i quali nascono per regolamentare l'accesso alle risorse genetiche e garantire un'equa partecipazione agli utili fra paesi che possiedono le risorse e quelli che hanno le tecnologie per sfruttarle.
La Commissione per le Risorse Genetiche per il Cibo e l'Agricoltura è l'unico forum internazionale che discute strategie e politiche relative alle risorse genetiche.

## Le risorse genetiche per il cibo e l'agricoltura
Le risorse genetiche per il cibo e l'agricoltura sono fra le risorse più importanti del pianeta per l'alimentazione dell'essere umano.
Queste risorse comprendono le sementi delle varie piante coltivate, le varie razze di bestiame, gli organismi acquatici utilizzati come cibo o come mangime in acquacoltura, le specie e le varietà di alberi sia coltivati che non coltivati, i microorganismi e gli invertebrati che interagiscono con i sistemi agricoli sia in modo negativo (ad esempio i parassiti) o in modo positivo (ad esempio i predatori di parassiti).
La nostra capacità di produrre cibo dipende dalla interazione, in parte naturale in parte mediata dall'uomo, di tutti questi elementi e da altri fattori quali quelli climatici e quelli relativi alla qualità del terreno e delle acque.
La diversità delle risorse genetiche, che è una componente della biodiversità, è quindi indispensabile. A parte le diverse varietà di piante quali il riso, il grano, il mais, la frutta e le molte specie e razze di animali allevati sia bovini, suini ma anche pollame e pesci, si devono ricordare anche le risorse genetiche meno conosciute.

### La conservazione delle risorse genetiche
La necessità di mantenere a disposizione un ricco serbatoio di materiale genetico delle risorse alimentari è un imperativo spesso sottovalutato.
L'International Rice Research Institute, ad esempio, ha una banca di semi di riso (banca del gemoplasma) in cui sono conservati più di 110.000 diversi tipi di riso. Ciascuno con differenti caratteristiche nutrizionali o adatto a diversi tipi di terreno e di clima, o con maggiori o minori necessità di acqua, temperatura, insolazione etc. Una perfetta conoscenza delle varie caratteristiche potrebbe aiutare enormemente al processo di adattamento al cambiamento climatico in atto. Queste banche di semi, o banche del germoplasma, sono uno dei principali sistemi per la conservazione cosiddetta ex-situ, ossia la conservazione di materiale genetico o biologico al di fuori del loro habitat naturale.
Sempre di più l'uomo si affida a un ristretto numero di specie animali e vegetali per la propria nutrizione, diminuendo in maniera pericolosa la capacità dei sistemi agricoli di contrapporsi alle ulteriori crisi che si prospettano quali ad esempio il cambiamento climatico. Negli ultimi decenni, il mercato globale e l'industrializzazione della produzione di cibo nei vari settori, coltivazioni, allevamento, acquacoltura, etc, hanno fortemente influenzato le scelte di sementi, varietà, razze, preferendo le più produttive o le più adatte al mercato, con grossi rischi di estinzione di varietà e razze diverse. L'abbandono della grande varietà verso le monoculture ha sì ottenuto un aumento della produzione in termini complessivi, ma ha fortemente danneggiato la resilienza dei sistemi agricoli.
Gli insetti impollinatori sono responsabili per la fecondazione dei fiori e quindi per la produzione di frutti. Le diverse varietà di batteri sono responsabili per la fermentazione dello zucchero in alcool, per la produzione di formaggi dai diversi sapori, per la lievitazione delle farine, per la digestione dei ruminanti. Alcune ife fungine stabiliscono dei rapporti di simbiosi con alcune piante, chiamate micorrize, spesso indispensabili per la vita delle piante stesse.
Al momento non esistono sistemi ex-situ per la conservazione degli insetti impollinatori o di quei micro-organismi che risultano benefici per gli ecosistemi. È anche per questo motivo che le banche dei germoplasmi, seppure molto importanti, hanno necessità di essere supportate da programmi di conservazione in-situ degli ecosistemi, al fine di mantenerne la vitalità e la produttività.

### I parenti selvatici
Agricoltura, allevamento, gestione forestale, e altri sistemi di domesticazione ad uso alimentare, attraverso incroci selettivi e altri sistemi antichi, hanno plasmato il ricco corredo cromosomico originario delle specie selvatiche creando le centinaia di migliaia, di varietà di piante e di razze di animali capaci di sopravvivere negli ambienti più diversi e di fornire gli elementi nutritivi di cui l'uomo necessita.
In secoli di selezione umana per ottenere varietà e razze con le caratteristiche desiderate, alcune delle caratteristiche genetiche presenti negli ancestori selvatici si perdono. Con il variare delle caratteristiche ambientali (ad esempio il cambio climatico) o al variare di necessità umane (ad esempio la necessità di integrare micro nutrienti), risulta spesso necessario ricorrere al corredo genetico originario incrociando le varietà domestiche con i loro parenti selvatici.
Negli ultimi decenni, però, i parenti selvatici, e la loro diversità genetica, hanno subito una serie di crisi. Molte specie si sono estinte, molte varietà e razze geograficamente localizzate sono state sostituite da nuove razze selezionate spesso non più utili: il ricco patrimonio genetico che ha rappresentato la materia prima su cui l'uomo ha lavorato per millenni si sta erodendo, molta diversità si è già perduta e molta è a rischio.

### Sovrasfruttamento
Il pesce è considerata l'ultima vera risorsa selvatica utilizzata dall'uomo. Molti segnali però prevedono che la pesca, perlomeno con le modalità e i risultati di questi anni, sia destinata a sparire e le grandi quantità di proteine provenienti dagli alimenti marini siano sostituite dall'acquacoltura.
Al momento solo poche specie di pesci e invertebrati sono allevati in acquacoltura, sebbene molte attività di ricerca siano in corso per cercare di aumentarne il numero. Il processo di industrializzazione delle attività di acquacoltura è rapidissimo in tutto il mondo ed esistono seri rischi che l'attuale utilizzo di poche specie, poche razze e scarsa attenzione alle risorse genetiche delle specie utilizzate, possa rendere tutto il settore molto fragile ai cambiamenti ambientali e, quindi, a rischio di collasso.
In maniera molto simile, le risorse genetiche in altri gruppi di organismi sono a rischio. Ad esempio i microorganismi del suolo, che contribuiscono in larga parte a processi biologici, chimici e fisici del terreno quali l'ossigenazione, il bilancio idrico e la compattezza del suolo, l'utilizzo dei sali minerali da parte delle piante, e gli altri parametri che determinano la cosiddetta fertilità del suolo.
Anche nel caso dei microorganismi la diversità genetica dà la possibilità di reagire a stress esterni. Nel caso specifico, la resilienza dei suoli agrari è spesso messa a dura prova da forti pressioni selettive a causa dell'uso di prodotti chimici, o di tecniche invasive quali l'aratura. Ulteriori stress dovuti, ad esempio, al cambio climatico potrebbero creare danni difficilmente reversibili.

## Le risorse genetiche forestali
Le risorse genetiche forestali sono costituite dalla diversità ereditabile del patrimonio genetico di specie arboree, alla base della loro evoluzione e adattabilità ai cambiamenti ambientali. Le risorse genetiche forestali comprendono specie arboree di valore economico sia reale che potenziale, ambientale, scientifico e sociale.
In parte ricadono nell’ampio raggruppamento di risorse genetiche per il cibo e l'agricoltura, definito come "qualsiasi materiale genetico di origine vegetale o di potenziale valore per l'alimentazione e l'agricoltura".